# Copacati
Copacati (también como: Kopacati o Kopakati) fue una diosa preincaica de los lagos y del agua celeste. A esta diosa se le rindió culto en las cercanías del lago Titicaca.
La diosa Copacati compartía su culto con otra deidad llamada Copacabana. Ambas deidades tenían por huacas a ídolos de piedra y, a su vez, formaron una dualidad.
Copacati era la personificación del agua de arriba o celeste (Hanan); mientras que Copacabana personificaba al agua de abajo o terrestre (Hurin).

## Etimología
Copacati es un nombre compuesto del término quechua y aimara Ccoppa, el cual significa "turquesa o azul claro"; sin embargo, el término también tiene por significado "de cabello rizado o crespo".
Respecto al término Cati, se piensa que sería una contracción del término aimara Catari, el cual significa serpiente.
Ambos términos coinciden con la descripción del ídolo que personificaba a esta diosa.

## Representación
Tanto Copacati como Copacabana fueron representados como unos ídolos hechos de piedra.
En el caso de Copacati, ella estaba representada por un ídolo que estaba ubicado en un cerro del mismo nombre. Se describe al dicho ídolo como una figura malísima que estaba ensortijado de numerosas serpientes alrededor de su cuerpo. Asimismo, dichas serpientes tenían forma de zigzag que asemejaban la forma de los rayos del cielo.
Se piensa que el color de la piedra de su respectivo ídolo era de color azulado; puesto que el nombre de ambas deidades están provistas de la raíz quechua y aimara Copa, la cual significa "de color azulado", "de color verdoso", o "turquesa".
El padre Almeida, quien estuvo a cargo de traer el ídolo para su destrucción, describió un hecho sobrenatural respecto al ídolo de Copacati.
Según Almeida, cuando se logró llevar dicho ídolo al pueblo de los Yunguyo, se vio a una enorme serpiente desasirse del ídolo y andar cerca de él. Los extirpadores interpretaron este hecho como uno digno del demonio y que el pueblo se avergonzase de tener por Dios a tan infame sabandija.
Después de semejante acontecimiento, el ídolo de Copacati fue despedazado y tirado hacia una laguna; mientras que la serpiente fue asesinada a palos y pedradas.

## Función
Mediante su huaca, se solicitaba el favor divino de esta diosa para traer la lluvia idónea para las sementeras y cosechas.